# Klaudia Schifferle
Klaudia Schifferle (* 22. September 1955 in Zürich) ist eine Schweizer Malerin, Bildhauerin und Zeichnerin. Bis 1983 war sie Mitglied der Post-Punk-Band Kleenex/LiLiPUT.

## Leben und Werk
Klaudia Schifferle wuchs in Zürich auf. Nach einer Verkaufslehre besuchte sie von 1973 bis 1976 die F+F Schule für Kunst und Mediendesign in Zürich. 1975 erhielt sie das Stipendium der Stadt Zürich, sowie 1977 und 1980 Förderungsbeiträge des Kantons Aargau. 1977 war sie als Sängerin und Bassistin Gründungsmitglied der Frauenband Kleenex (später LiLiPUT). Sie pflegte den Kontakt zur «Bewegung» genannten Jugend-Subkultur in Zürich.
1980 war sie an der Ausstellung Saus und Braus in der Städtischen Galerie zum Strauhof in Zürich beteiligt und erhielt das Kiefer Hablitzel Stipendium. 1982 wurde sie 27-jährig – als bis dahin jüngste Künstlerin – von Rudi Fuchs zur Documenta 7 eingeladen. 1983 erhielt sie den Preis des Montreux Jazz Festival (als Musikerin) und den Preis der Vordemberge-Gildewart-Stiftung (als bildende Künstlerin). 1988 zog sie nach Mailand und von dort 1991 in ein Bergdorf im Kanton Tessin. Schifferle lebt und arbeitet seit 2002 wieder in Zürich.

## Ausstellungen (Auswahl)

### Gruppenausstellungen
- 1982: documenta 7, Kassel
- 1983: Städtische Galerie im Lenbachhaus, München, aktuell '83
- 1998: Museo Villa dei Cedri, Bellinzona, Im Reich der Zeichnung (auch: Musée Jenisch, Vevey; Bündner Kunstmuseum, Chur; Aargauer Kunsthaus)
- 2001: Kunsthaus Langenthal, Wirklichkeit. Malerei
- 2004: Kunstmuseum Solothurn, Von Menschen und Tieren
- 2006: Aargauer Kunsthaus, Aarau, Auswahl 06
- 2011: Centre PasquArt, Biel/Bienne, A l'eau. Aquarelle heute. L'aquarelle aujourd'hui
- 2012: Migros Museum für Gegenwartskunst, Zürich, Tour DHorizon
- 2012: Centre culturel suisse, Paris, Meteorologies mentales - Collection Andreas Züst
- 2014: Galerie Stephan Witschi, Zürich[3]
- 2018: Kunstplattform akku, Emmenbrücke, Spaziergang im Übermorgen[4]
- 2020: Kunsthalle Zürich, Sommer des Zögerns[5]

### Einzelausstellungen
- 1986: Bonner Kunstverein, Klaudia Schifferle – Bilder, Zeichnungen, Plastiken
- 2004: Centre PasquArt, Biel/Bienne, Klaudia Schifferle: Weltenbummlerin
- 2010: Helmhaus, Zürich, Klaudia Schifferle «sumsum im universum»
- 2020: Kunsthalle Winterthur, Works from the 80‘s[6]